# Stanisław Długaszewski
Stanisław Florian Długaszewski (ur. 4 maja 1892 w Podzamczu, zm. 30 września 1974 tamże) – polski przemysłowiec, rotmistrz Wojska Polskiego, kawaler Orderu Virtuti Militari.

## Życiorys
Urodził się 4 maja 1892 w Podzamczu, w ówczesnym powiecie kępińskim Prowincji Poznańskiej, w rodzinie Szczepana (1864–1923) i Cecylii z Kuśnierczyków (1865–1936). Był starszym bratem Klemensa (1899–1985), pilota. Od szóstego roku życia uczęszczał do szkoły powszechnej, a później do gimnazjum humanistycznego w Ostrowie Wielkopolskim, w którym zdał maturę. Do wybuchu I wojny światowej ukończył trzy semestry studiów w Monachium. W latach 1914–1918 walczył w szeregach armii niemieckiej. W 1919 wziął udział w powstaniu wielkopolskim.
6 lutego 1920 został powołany do Wojska Polskiego. Od 28 czerwca służył w 17 pułku ułanów. 25 września został przeniesiony do 1 ochotniczego pułku jazdy wielkopolskiej nr 215 (późniejszego 26 pułku ułanów) na stanowisko dowódcy 3. szwadronu.
25 lipca 1921 pułkownik Ryszard Gieszkowski-Wolff-Plottegg dowódca 26 puł. we wniosku na odznaczenie Orderem Virtuti Militari napisał: „w ciągu ofensywy na wschodzie rtm. Długaszowski był detaszowany ze swym szwadronem do grupy płk. Gałeckiego. Jak wynika z załączonego rozkazu dow[ódcy]. grupy, rtm. Długaszewski wywiązywał się znakomicie z powierzonego mu zadania. W czasie walk pod Mińskiem rtm. Długaszewski jako najstarszy oficer w pułku, zastępował mnie, gdy prowadziłem brygadę lub grupę. W prowadzeniu pułku rtm. Długaszewski okazywał wiele spokoju i sam dobrym przykładem wskazywał ułanom drogę do zwycięstwa. Odznaczył się zwłaszcza w bitwie pod Mirem, atakując na czele swego szwadronu przeważające siły bolszewickie, które uciekły w popłochu”.
W lipcu 1921 w dalszym ciągu dowodził 3. szwadronem pułku. Później został formalnie przeniesiony do rezerwy i jako oficer rezerwy zatrzymany w służbie czynnej, w macierzystym pułku. 6 listopada 1923 został zwolniony z czynnej służby. 8 stycznia 1924 został zatwierdzony w stopniu rotmistrza ze starszeństwem z 1 czerwca 1919 i 246. lokatą w korpusie oficerów jazdy. Posiadał wówczas przydział w rezerwie do 7 pułku strzelców konnych w Poznaniu.
Po śmierci ojca (20 grudnia 1923) przejął zarząd nad cegielnią parową. Obowiązki zawodowe łączył z działalnością społeczną. Przyczynił się do powołania urzędu wójta w Podzamczu i został wybrany na to stanowisko. Był inicjatorem budowy pomnika powstańców wielkopolskich. W 1934, jako oficer rezerwy pozostawał w ewidencji Powiatowej Komendy Uzupełnień Ostrów Wielkopolski i w dalszym ciągu posiadał przydział w rezerwie do 7 psk.
9 marca 1942 został zatrzymany i sadzony w więzieniu w Łodzi. 14 maja 1942 przybył do obozu koncentracyjnego Auschwitz. W 1944 został przeniesiony do obozu Groß-Rosen, 10 lutego 1945 do obozu Buchenwald, a później do filii KL Mauthausen w Ebensee. Po uwolnieniu z obozu (3 maja 1945) wrócił do Podzamcza i kierował cegielnią do jej upaństwowienia w 1951.
Zmarł 30 września 1974 w Podzamczu i został pochowany na cmentarzu Parafii Nawiedzenia Najświętszej Maryi Panny w Wieruszowie. Był żonaty z Walentyną z Koszczyńskich (1902–1937), a po jej śmierci z Marią z Koszczyńskich (1889–1969). Miał syna Marka (ur. 1937).

## Ordery i odznaczenia
- Krzyż Srebrny Orderu Wojskowego Virtuti Militari nr 4587 – 19 września 1922[23][24][25][26]
- Krzyż Walecznych[9]
- Medal Pamiątkowy za Wojnę 1918–1921[27]